# Ephydra attica
Ephydra attica är en tvåvingeart som beskrevs av Becker 1896. Ephydra attica ingår i släktet Ephydra och familjen vattenflugor. Inga underarter finns listade i Catalogue of Life.